# (19134) 1988 TQ1
(19134) 1988 TQ1 est un astéroïde de la ceinture principale d'astéroïdes découvert en 1988.

## Description
(19134) 1988 TQ1 a été découvert le 15 octobre 1988 à l'observatoire Gekko, situé à Shizuoka (Japon), par Yoshiaki Ōshima.

### Caractéristiques orbitales
L'orbite de cet astéroïde est caractérisée par un demi-grand axe de 2,46 UA, un périhélie de 2,10 UA, une excentricité de 0,14 et une inclinaison de 5,85° par rapport à l'écliptique. Du fait de ces caractéristiques, à savoir un demi-grand axe compris entre 2 et 3,2 UA et un périhélie supérieur à 1,666 UA, il est classé, selon la JPL Small-Body Database, comme objet de la ceinture principale d'astéroïdes.

### Caractéristiques physiques
(19134) 1988 TQ1 a une magnitude absolue (H) de 14,0 et un albédo estimé à 0,239.